# Olmecas de Tabasco
Los Olmecas de Tabasco es un equipo de la Liga Mexicana de Béisbol con sede en Villahermosa, Tabasco, México.

## Historia
Debutaron a la Liga Mexicana en 1975 y han tenido cuatro nombres en el tiempo que llevan participando en el circuito veraniego; en la actualidad llevan el nombre de Olmecas, también se han llamado Cardenales, Plataneros y Ganaderos, y han jugado siempre en el Parque Centenario 27 de Febrero.
Su único campeonato ha sido en la campaña de 1993 con el inmortal Juan Navarrete al frente. La novena tabasqueña se ha identificado por su protagonismo en la zona sur y por el gran pitcheo que ha ostentado, destacando los brazos de Emigdio López, el tabasqueño Cecilio Ruiz, Juan Jesús Álvarez, Jesús "Chito" Ríos, Ricardo Osuna y Gaudencio Aguirre. Otros jugadores estelares que han pasado por el club son: el cácher Eliseo Garzón, el primera base Jay Gainer, el intermediarista Joel Serna, el antesalista Manuel Ramírez y el short stop Heber Gómez. Sus mejores jardineros han sido Rusty Tillman, Oscar Fentanes y Rosario Zambrano, Arturo Bernal y el tabasqueño Carlos Sievers, ambos en el rol de bateador designado y el derecho Mike Naggy como su mejor serpentinero de todos los tiempos.

### Los Cardenales de 1975
El mote de Cardenales fue el primero con el que se les conoció en la pelota veraniega, ese fue un primer intento al adquirir la franquicia de los Leones de Yucatán, pues al año siguiente, debido a problemas económicos, emigraron de la entidad y regresaron en 1977. Desde entonces se ha escrito una historia ininterrumpida, pues el béisbol se ha quedado en tierras chocas.

### Los Plataneros de 1977
Después del pésimo desempeño de los cardenales de 1975, en 1977 el equipo regresó a Tabasco al adquirir la franquicia de los Broncos de Reynosa, solo que esta vez decidieron llamarlos Plataneros, mote con el que se les conoció hasta 1985. 
Fue en aquel 1979 cuando el equipo tabasqueño logró meterse, por primera vez, en la postemporada, dirigidos por Raúl Cano; dejaron fuera a los Diablos Rojos del México. Fueron aquellos plataneros la primera escuadra competitiva de Tabasco y contó con peloteros como Rommel Canada, Arturo Bernal, Ismael Oquendo y Joel Serna a la ofensiva, apuntalados por el pitcheo de Mike Nagy, lanzador norteamericano que se convirtió en un ídolo para la entidad, además de Héctor "Colmoyote" Madrigal, Roberto Ochoa, entre otros más, sin embargo, fueron eliminados rápidamente en el primer Playoffs por los campeones a la postre Ángeles de Puebla.
Tras el destacado`79, las expectativas de tiempos mejores para la organización eran grandes, sin embargo, con el paso del tiempo, la situación temporada tras temporada vino a menos, aunque nunca se escatimaron recursos para intentar armar buenas escuadras; así lo demuestran las contrataciones de peloteros del calibre de Luis Tiant, Carlos "Chaflán" López, Ramón Arano, Alfredo "Zurdo" Ortiz, Jesús Sommers. No obstante, los resultados no se reflejaban en el terreno de juego y en 1984, cuando Julián Manzur, en aquel entonces presidente del club, decide deshacerse de la franquicia y tuvo que entrar al rescate el prominente ganadero Humberto Tapia.

### Ganaderos
Con el arribo de Tapia, el nombre de Batalla se modificó, se volvieron Ganaderos, una novena que si bien tampoco pudo estar metida en los primeros lugares, siempre fue un duro rival para el resto de los conjuntos.
Hubo varios momentos importantes en esa etapa. En 1987, se consiguió la contratación del otro serpentinero de Los Angeles Dodgers, Steve Howie, Su arribo al béisbol nacional causó expectativa porque fue un pelotero que notablemente estaba por encima del circuito y con tan solo trece juegos fue vuelto a llamar por los Rangers de Texas, pero su breve paso por tierras chocas hizo llamar poderosamente la atención de todos los aficionados al béisbol.
Otro momento importante en la corta historia de los Ganaderos de Tabasco se presentó en 1989. El veloz norteamericano Mike Cole estableció un nuevo récord en bases robadas, cien en total, desbancando a Donald Carter. Ese año, bajo la conducción de Ramón "Diablo Montoya", estuvieron a un paso de conseguir el boleto a la postemporada, pero una mala gira por Campeche y Yucatán en plena recta final, los alejo de la posibilidad.

### Los Olmecas
En 1990, la franquicia sufrió un nuevo cambio de dueño y también una renovación total. El popular "Beto" Tapia decide Alejarse de la escena beisbolera profesional y otros apasionados del "Rey de los deportes", en este Caso don Diego Rosique Palavicini y Carlos Elías Dagdug, toman las riendas y el mote cambia a "Olmecas". Las primeras temporadas, hasta el 92 siendo más precisos, la situación no cambio mucho respecto a los años anteriores, destellos pero sin alcanzar el ansiado pase a la siguiente ronda

#### Olmecas Campeones de 1993
Todo cambió para bien en aquel año de 1993. Juan Navarrete se hizo cargo de los destinos del equipo y basados principalmente en la atinada contratación de los refuerzos extranjeros, Rafael de Lima, Alexis Infante, Rusty Tillman y Todd Brown, aunado a un cuerpo de pitcheo de primera categoría, se rompió una sequía de catorce años de no aparecer en la postemporada, y no solo eso, ya que ante el asombro de propios y extraños, consiguieron el título de la pelota veraniega.
Aquella temporada fue de ensueño, después de un inicio tambaleante, perdiendo los primeros cinco juegos de la temporada y que los extranjeros no respondían, llegando a tener una gira por el norte de 8 partidos perdidos, se logró levantar al equipo, teniendo también una racha ganadora de 11 juegos consecutivos ganados, la que marco el levantamiento del equipo, la que por cierto sirvió a algunos peloteros para conservar el trabajo.
Ya en la postemporada, dejaron en el camino a rivales de la talla de los Tigres Capitalinos, Diablos Rojos del México y en la gran final derrotaron a los Tecolotes de los Dos Laredos.
La serpentina de Cecilio Ruiz, Ricardo Osuna y Emigdio López, Respaldados por Salvador Colorado, Edgardo Saldaña, Lorenzo Retes y Ramón Serna, fueron factores fundamentales para lograr aquel tan ansiado título. 
Vinieron entonces reconocimientos a raudales, don Diego Rosique fue nombrado ejecutivo del año y Ricardo Osuna lanzador del año, entre otros nombramientos. El campeonato del 93 fue un parteaguas; aunque no se ha logrado repetir la Hazaña, Tabasco se ha caracterizado por estar en los primeros lugares de la zona sur y son constantes sus apariciones en Playoffs.
Line Up del Equipo Campeón de 1993:
1.- Rafael de Lima	 CF

2.- Alexis Infante	 SS

3.- Leo Valenzuela	 RF

4.- Todd Brown 		 BD

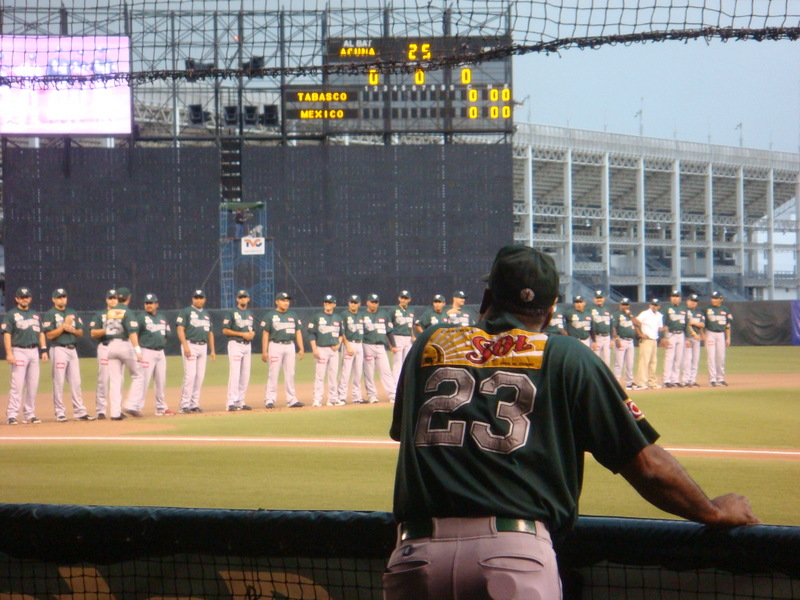
El mánager Orlando Sánchez contempla a sus jugadores antes de salir al terreno de juego durante la presentación del equipo en el Foro Sol al comienzo de la primera ronda de los playoffs del 2007 ante los Diablos Rojos del México.

5.- Horacio “Paquidermo” Valenzuela 1B

6.- Rusty Tillman		LF

7.- Julián “Chino” Wong 	2B

8.- Eliseo Garzón		R

9.- Herminio Sáiz	 3B.
Pitchers (sobresalientes):
Cecilio Ruiz,
Emigdio López,
Ricardo Osuna,
Ramón Serna,
Salvador Colorado.
Mánager:
Juan Navarrete.

### Segunda mitad de la década de los 90
Después del campeonato obtenido en 1993, los olmecas se convertirían en un equipo protagonista pues volverían a la postemporada en 1995 en donde caerían ante los Tigres Capitalinos 4 juegos a 1.
En 1997 barrieron a los Acereros de Monclova para avanzar a la segunda ronda donde caerían una vez más con los Tigres Capitalinos en 5 juegos.
En 1998 los Tigres Capitalinos se volverían a encargar de dejar fuera a los Olmecas al ganar la serie 4-2.
Para el siguiente año 1999, serían eliminados por Tigres por cuarta ocasión de manera consecutiva al perder la serie en 7 juegos.

### Década de los 2000
En el año 2000 clasificarían por cuarto año de manera consecutiva, en esta ocasión serían los Leones de Yucatán quienes los barrerían para dejarlos fuera.
Para el 2004 los Piratas de Campeche los eliminarían en la primera ronda al quedarse con la serie 4-1. Al final de temporada este sería el equipo que resultara campeón.
En la campaña 2005 los Olmecas cobrarían venganza al ganar en la primera ronda a Campeche en 7 partidos. En la segunda ronda los Leones de Yucatán los eliminarían en 7 partidos. 
Volverían a aparecer en postemporada en 2007 donde fueron eliminados por Diablos Rojos del México en 7 juegos.

### Década de los 10
Pasarían 5 años para que los Olmecas aparecieran en playoffs de nuevo en 2012 donde fueron eliminados por los Rojos del Águila de Veracruz en 5 juegos. Equipo que terminaría siendo campeón de la liga.
Su última participación en los playoffs fue en el 2013 cuando quedaron eliminados ante los Rojos del Águila de Veracruz en el juego de comodín 6 carreras por 5.

## Estadio
Los Olmecas juegan en el Parque Centenario 27 de Febrero con capacidad para 8,500 aficionados, ubicado en la ciudad de Villahermosa, Tabasco, México. Fue inaugurado como parque de béisbol el 27 de febrero de 1964, y ha sido la sede del equipo Olmecas de Tabasco (en ese entonces Cardenales) desde su aparición en la LMB en 1975. 
Su nombre "Centenario 27 de febrero" obedece a que fue inaugurado como parte de los festejos de la conmemoración de la expulsión de las tropas francesas que invadieron nuestro territorio 100 años atrás, en 1864. La llamada Toma de San Juan Bautista.

## Jugadores

### Roster actual
Actualizado al 21 de mayo de 2019.
| Olmecas de Tabasco Roster 2019           |    |                                    |                       |
| C U E R P O T É C N I C O                |    |                                    |                       |
| Mánager                                  | 24 | Bandera de Venezuela               | Wilfredo Romero       |
| Coach de Pitcheo                         | 42 | Bandera de Venezuela               | Orber Moreno          |
| Coach de Bateo                           | 95 | Bandera de Cuba                    | Bárbaro Cañizares     |
| J U G A D O R E S                        |    |                                    |                       |
| L A N Z A D O R E S                      |    |                                    |                       |
| Batea: D / Tira: D                       | 15 | Bandera de Estados Unidos          | Tony Guerra           |
| Batea: D / Tira: D                       | 19 | Bandera de Estados Unidos          | Isaac Rodríguez       |
| Batea: D / Tira: D                       | 20 | Bandera de la República Dominicana | Leuris Gómez          |
| Batea: D / Tira: D                       | 22 | Bandera de México                  | Adrián Garza          |
| Batea: D / Tira: D                       | 23 | Bandera de México                  | Lenix Osuna           |
| Batea: Z / Tira: Z                       | 31 | Bandera de México                  | Juan Pablo Oramas     |
| Batea: Z / Tira: Z                       | 33 | Bandera de México                  | Tomás Solís           |
| Batea: Z / Tira: Z                       | 34 | Bandera de México                  | Rubén Molina          |
| Batea: D / Tira: D                       | 36 | Bandera de Estados Unidos          | Brandon Cunniff       |
| Batea: D / Tira: D                       | 43 | Bandera de Estados Unidos          | Chris Rocha           |
| Batea: D / Tira: D                       | 45 | Bandera de México                  | Francisco Rodríguez   |
| Batea: D / Tira: D                       | 48 | Bandera de México                  | Jesús García          |
| Batea: D / Tira: Z                       | 54 | Bandera de Estados Unidos          | Derrick Loop          |
| Batea: D / Tira: D                       | 68 | Bandera de México                  | Refugio Marín         |
| Batea: D / Tira: D                       | 76 | Bandera de México                  | Mario Jiménez         |
| Batea: Z / Tira: D                       | 82 | Bandera de México                  | José Manuel López     |
| R E C E P T O R E S                      |    |                                    |                       |
| Batea: D / Tira: D                       | 18 | Bandera de México                  | Alan Espinoza         |
| Batea: D / Tira: D                       | 53 | Bandera de México                  | Gilberto Galaviz      |
| Batea: Z / Tira: D                       | 57 | Bandera de México                  | Eduardo Santos        |
| J U G A D O R E S D E C U A D R O        |    |                                    |                       |
| Parador en corto - Batea: D / Tira: D    | 5  | Bandera de Estados Unidos          | Steve Carrillo        |
| Primera base - Batea: D / Tira: D        | 7  | Bandera de Puerto Rico             | Jovan Rosa            |
| Tercera base - Batea: D / Tira: D        | 9  | Bandera de Estados Unidos          | Adrián Tovalín        |
| Parador en corto - Batea: D / Tira: D    | 10 | Bandera de Cuba                    | Ronnier Mustelier     |
| Segunda base - Batea: D / Tira: D        | 30 | Bandera de México                  | Humberto Castro       |
| Primera base - Batea: Z / Tira: D        | 69 | Bandera de México                  | Ramón Osuna           |
| Tercera base - Batea: D / Tira: D        | 70 | Bandera de México                  | Miguel Torrero        |
| J A R D I N E R O S                      |    |                                    |                       |
| Jardinero derecho - Batea: D / Tira: D   | 3  | Bandera de la República Dominicana |                       |
| Jardinero central - Batea: Z / Tira: D   | 12 | Bandera de Venezuela               | Gerson Manzanillo     |
| Jardinero izquierdo - Batea: D / Tira: D | 44 | Bandera de Cuba                    | Daniel Carbonell      |
| Jardinero izquierdo - Batea: D / Tira: D | 72 | Bandera de México                  | Ramón Roberto Ramírez |

 =  Cuenta con nacionalidad mexicana. 

### Jugadores destacados
- Cecilio Ruiz.
- Lázaro Tiquet.
- Carlos Sievers.

### Números retirados
- 21 Héctor Espino.
- 26 Rusty Tillman.
- 27 José "Peluche" Peña.

### Novatos del año
- 1990  Lázaro Tiquet.

### Campeones Individuales

#### Campeones Bateadores
| Año | Nombre  | Porcentaje |
| --- | ------- | ---------- |
| NA  | Ninguno | NA         |

#### Campeones Productores
| Año | Nombre  | Producidas |
| --- | ------- | ---------- |
| NA  | Ninguno | NA         |

#### Campeones Jonroneros
| Año | Nombre  | Jonrones |
| --- | ------- | -------- |
| NA  | Ninguno | NA       |

#### Campeones de Bases Robadas
| Año  | Nombre           | Bases |
| ---- | ---------------- | ----- |
| 1977 | Ramón Serratos   | 72    |
| 1989 | Mike Cole        | 100   |
| 2005 | Donzell McDonald | 53    |
| 2011 | Henry Mateo      | 32    |

#### Campeones de Juegos Ganados
| Año  | Nombre               | Récord |
| ---- | -------------------- | ------ |
| 1975 | José Peña            | 21-12  |
| 1996 | Emigdio López        | 15-4   |
| 1999 | José Miguel Martínez | 16-5   |
| 2011 | Leonardo González    | 12-5   |
| 2024 | Juan Pablo Oramas    | 10-6   |

#### Campeones de Efectividad
| Año  | Nombre               | Porcentaje |
| ---- | -------------------- | ---------- |
| 1978 | Mike Nagy            | 1.64       |
| 1995 | Cecilio Ruiz         | 1.72       |
| 1997 | Emigdio López        | 1.91       |
| 1999 | Juan Jesús Álvarez   | 2.20       |
| 2021 | Luis Escobar         | 2.54       |
| 2023 | Braulio Torres-Pérez | 2.41       |

#### Campeones de Ponches
| Año  | Nombre       | Ponches |
| ---- | ------------ | ------- |
| 1975 | José Peña    | 199     |
| 2015 | César Valdez | 161     |

#### Campeones de Juegos Salvados
| Año  | Nombre         | Juegos |
| ---- | -------------- | ------ |
| 1996 | Tim Mauser     | 25     |
| 2023 | Fernando Salas | 20     |
| 2024 | Fernando Salas | 28     |

## Ejecutivos del año
La organización ha obtenido el nombramiento de Ejecutivo del Año en la LMB en una ocasión.
- 1993  Diego Rosique.